# Nghệ thuật in mộc bản Nhật Bản

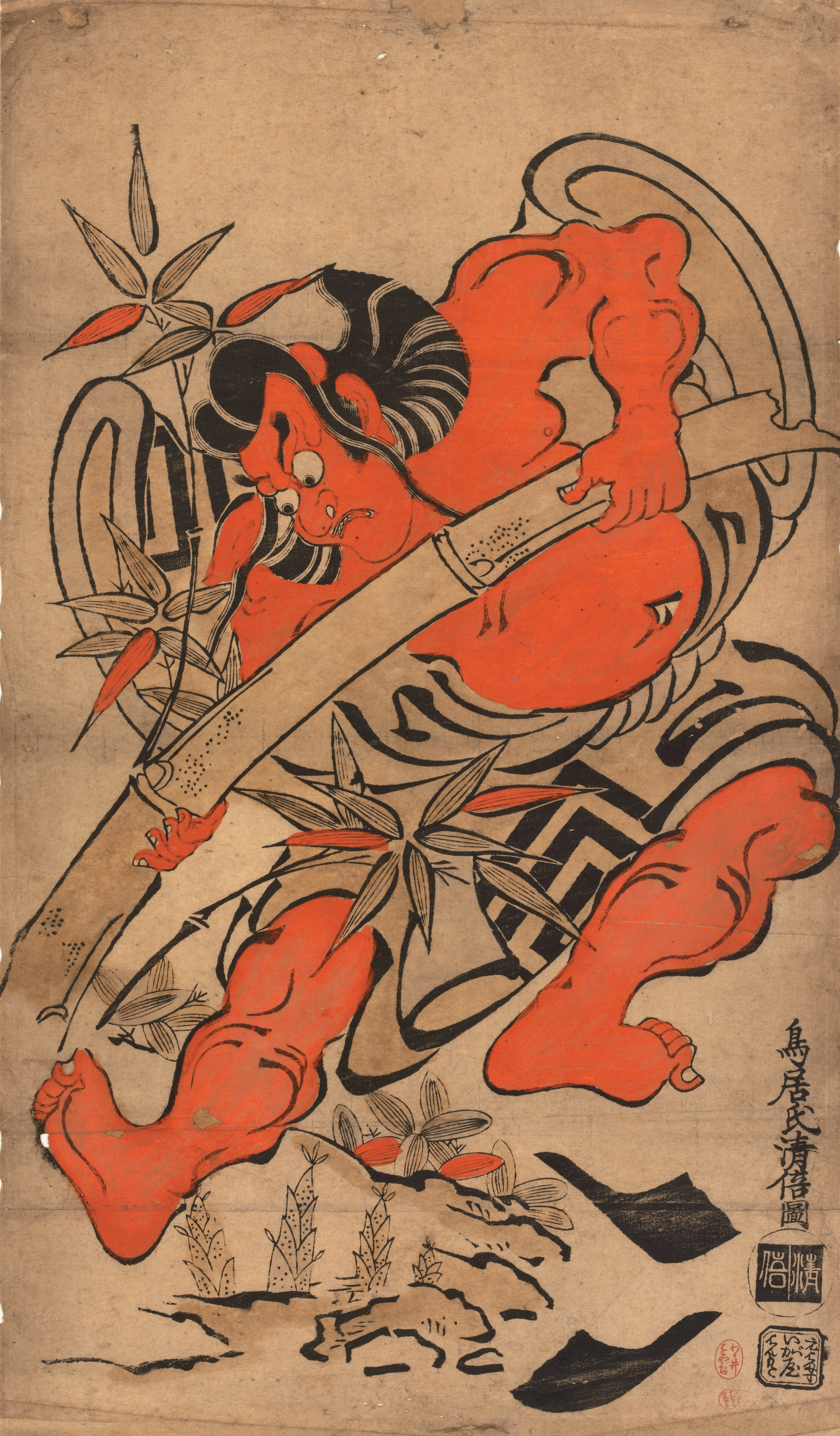
Torii Kiyomasu, Ichikawa Danjūrō I trong vai Takenuki Gorō. Bản họa kịch sĩ nổi tiếng đầu thế kỷ 18 của trường Torii

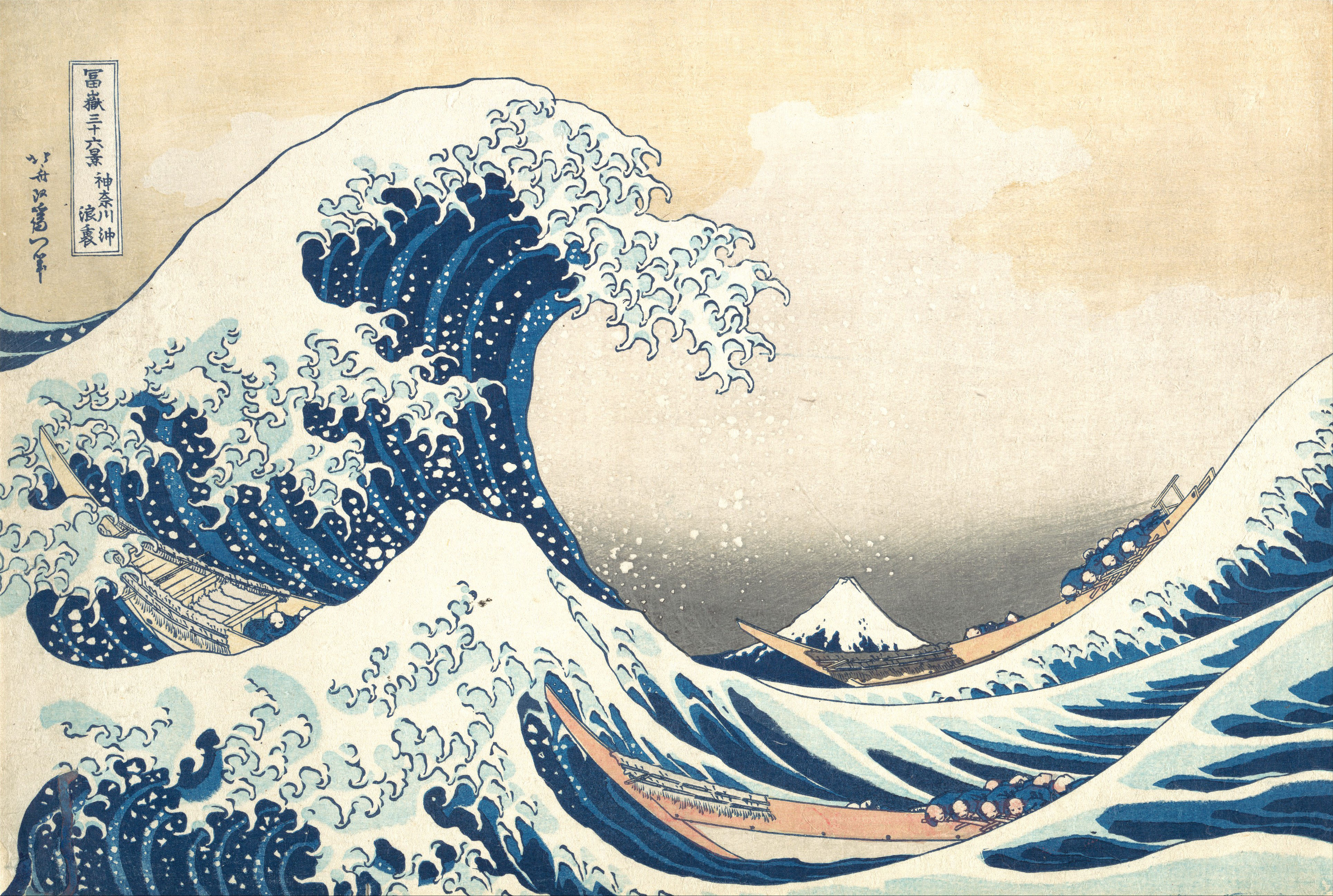
Sóng lừng ngoài khơi Kanagawa (神奈川沖浪裏, Kanagawa-oki nami-ura), bởi Hokusai Bảo tàng nghệ thuật Metropolitan

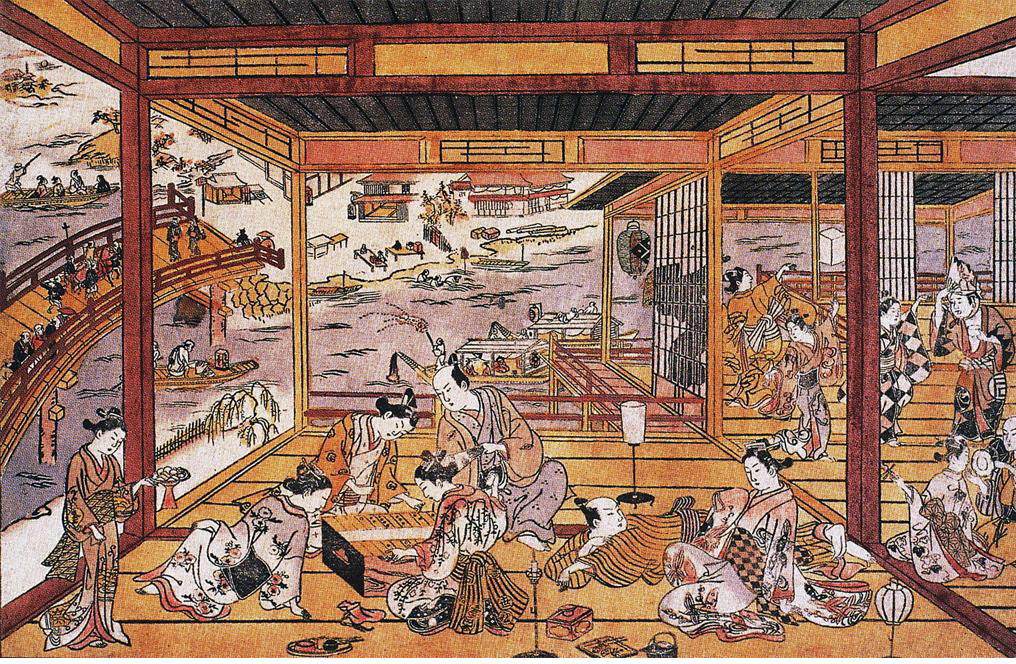
Phối cảnh kiểu phương Tây (uki-e) và tăng cường sử dụng màu in là một trong những cách tân mà Okumura Masanobu là người tiên phong trong đó.
Buổi Tối Mát mẻ bên Cầu Ryōgoku, k. 1745

Mộc bản họa (木版画 mokuhanga, tức là "Vẽ mộc bản") là một loại hình được biết đến chủ yếu qua những bản họa nghệ thuật ukiyo-e, đồng thời cũng được áp dụng trong việc in sách. Kỹ thuật này được phổ biến rộng rãi tại Nhật Bản trong thời kỳ Edo (1603–1868) và cũng mang một số nét tương đồng so với in khắc gỗ của phương Tây, tuy nhiên kỹ thuật mokuhanga sử dụng mực gốc nước - trái ngược với bản khắc gỗ phương Tây, thường sử dụng mực gốc dầu. Các loại mực gốc nước của Nhật Bản cung cấp nhiều màu sắc sống động, tráng men và trong suốt.

## Lịch sử
Năm 764, Hoàng hậu Kōken đã cho xây dựng một triệu ngôi chùa nhỏ bằng gỗ, mỗi ngôi chùa đều có một mộc bản khắc kinh Phật (Hyakumantō Darani). Chúng được phân phát khắp các ngôi đền trên khắp đất nước như một lời cảm tạ đã trấn áp được Biến loạn Emi năm 764. Đây là những ví dụ sớm nhất về in mộc bản được biết đến, hoặc được ghi lại, ở Nhật Bản.
Vào thế kỷ thứ mười một, các ngôi chùa Phật giáo ở Nhật Bản đã cho xuất bản sách in về kinh phật, mạn-đà-la, cùng các tài liệu và hình ảnh Phật giáo khác. Trong nhiều thế kỷ, việc in ấn chủ yếu bị giới hạn trong lĩnh vực Phật giáo, vì nó quá đắt để sản xuất hàng loạt, và chưa được giới tri thức tiếp nhận trên thị trường. Tuy nhiên, một bộ quạt trang trọng vào cuối thời Heian (thế kỷ 12) gồm các tranh vẽ và kinh Phật, màu mực của chúng đã bị phai, lộ ra phần vẽ dưới được in khắc gỗ.
Cuốn sách thế tục đầu tiên được viết ở Nhật Bản vào năm 1781, là Setsuyō-shū, một từ điển Hán-Nhật gồm hai tập. Các tu sĩ Dòng Tên sử dụng một loại máy in di động ở Nagasaki từ năm 1590, là thiết bị do quân đội của Toyotomi Hideyoshi mang về từ Hàn Quốc vào năm 1593, chúng đã có ảnh hưởng lớn đến sự phát triển của ngành in ấn thời gian này. Bốn năm sau, Tokugawa Ieyasu trước khi trở thành shōgun, đã thúc đẩy tạo ra loại in di động bản địa đầu tiên, làm chủ yếu từ gỗ thay vì kim loại. Ông giám sát việc tạo ra 100.000 mẫu chữ, dùng để in một số văn bản chính trị và lịch sử. Khi là shōgun, Ieyasu tiếp tục thúc đẩy việc học chữ và kiến thức, góp phần cho sự phát triển của tầng lớp tri thức ở thành thị bấy giờ.
Tuy nhiên, ngành in ấn thời điểm này không bị phụ thuộc bởi Mạc phủ. Các nhà in tư nhân xuất hiện ở Kyoto vào đầu thế kỷ 17, trong đó Toyotomi Hideyori, một đối thủ chính trị quyền lực của Ieyasu, cũng góp phần vào sự phát triển và phổ biến của loại hình này. Một ấn bản của cuốn Luận ngữ Khổng Tử được xuất bản vào năm 1598, sử dụng mô hình in di động của Hàn Quốc, theo lệnh của Thiên hoàng Go-Yōzei. Đây cũng là tác phẩm tài liệu lâu đời nhất về kiểu in di động tại Nhật Bản còn tồn tại đến ngày nay. Tuy nhiên, bất chấp sự phổ biến của loại in di động, những người thợ thủ công đã sớm nhận ra rằng với mộc bản, các tác phẩm hành thư Nhật Bản có được chất lượng tốt hơn. Cho đến năm 1640 mộc bản được sử dụng cho hầu hết các loại hình in ấn.
Phương thức này này nhanh chóng trở nên phổ biến và được sử dụng để sản xuất các bản in cũng như sách với giá thành phải chăng. Những người tiên phong trong việc áp dụng phương pháp này để tạo ra các cuốn sách nghệ thuật, trước khi sản xuất hàng loạt cho thị trường phổ thông, là Honami Kōetsu và Suminokura Soan. Tại xưởng của họ ở Saga, hai người tạo ra một số phiên bản khắc gỗ của các tác phẩm văn học kinh điển Nhật Bản, gồm văn bản và hình ảnh, về cơ bản là chuyển đổi từ sách cuộn sang sách in và sao chép chúng để mở rộng nhu cầu tiêu thụ. Những cuốn sách này, ngày nay được gọi là Kōetsu Books, Suminokura Books, hoặc Saga Books, được coi là những bản sao đầu tiên và cũng là hay nhất của nhiều câu chuyện cổ tích; Trong số đó cuốn sách Truyện kể Ise của Saga (Ise monogatari), in năm 1608, đặc biệt nổi tiếng. 
Việc in khắc gỗ, mặc dù tốn nhiều thời gian và đắt đỏ hơn so với các phương pháp về sau, nhưng chí ít vẫn hơn những phương pháp truyền thống như viết tay; cũng từ đây Nhật Bản bắt đầu nhận ra giá trị sản xuất hàng loạt của văn học. Trong khi sách của Saga được in trên giấy đắt tiền, và sử dụng nhiều cách tô điểm khác nhau, được in đặc biệt cho một bộ phận nhỏ những người sành văn học, các nhà in khác ở Kyoto đã nhanh chóng áp dụng kỹ thuật này để xuất bản sách số lượng lớn với chi phí thấp, giúp phổ biến trong thị trường tiêu dùng hơn. Nội dung của những cuốn sách này rất đa dạng, bao gồm hướng dẫn du hành, hướng dẫn tư vấn, kibyōshi (tiểu thuyết châm biếm), sharebon (sách về văn hóa đô thị), sách nghệ thuật và kịch bản cho nhà hát jōruri (múa rối). Thông thường mỗi thể loại nhất định đều có một phong cách viết riêng là tiêu chuẩn cho thể loại đó. Ví dụ, phong cách thư pháp cá nhân được sử dụng làm tiêu chuẩn trong biên kịch múa rối (yukahon).
Nhiều nhà xuất bản mọc lên và nhanh chóng lớn mạnh, xuất bản cả sách và bản họa đơn. Một trong số những người nổi tiếng và thành công nhất là Tsuta-ya. Quyền sở hữu của một nhà xuất bản đối với các mộc bản được sử dụng để in văn bản hay hình ảnh nhất định được coi là tương đương gần với khái niệm "bản quyền" vào thời điểm này. Các nhà xuất bản hoặc cá nhân có thể mua mộc bản từ nhau, do đó việc chuyển giao này cần những giấy phép nhất định, nhưng ngoài quyền sở hữu (đại diện cho một vật thể như mộc bản), vẫn chưa có khái niệm pháp lý nào về quyền sở hữu lý tưởng. Các vở kịch được đón nhận bởi những nhà hát cạnh tranh nhau, hoặc được các nhà bán buôn tái bản, các yếu tố như nhân vật hoặc cốt truyện có thể được điều chỉnh khác nhau; hoạt động này được coi là hợp pháp và thường xuyên diễn ra vào thời điểm đó.
Sau sự suy tàn của ukiyo-e và sự ra đời của mô hình in di động cùng các công nghệ khác, in khắc gỗ vẫn tiếp tục mộ được coi là một phương pháp in văn bản cũng như sản xuất nghệ thuật, cả trong các loại hình nghệ thuật truyền thống như ukiyo-e và nhiều loại hình cấp tiến hơn như nghệ thuật hiện đại du nhập từ phương Tây. Các học viện như "Adachi Institute of Woodblock Prints" và "Takezasado" tiếp tục sản xuất các bản họa ukiyo-e với chất liệu và phương pháp tương tự như trước đây.

## Kỹ thuật

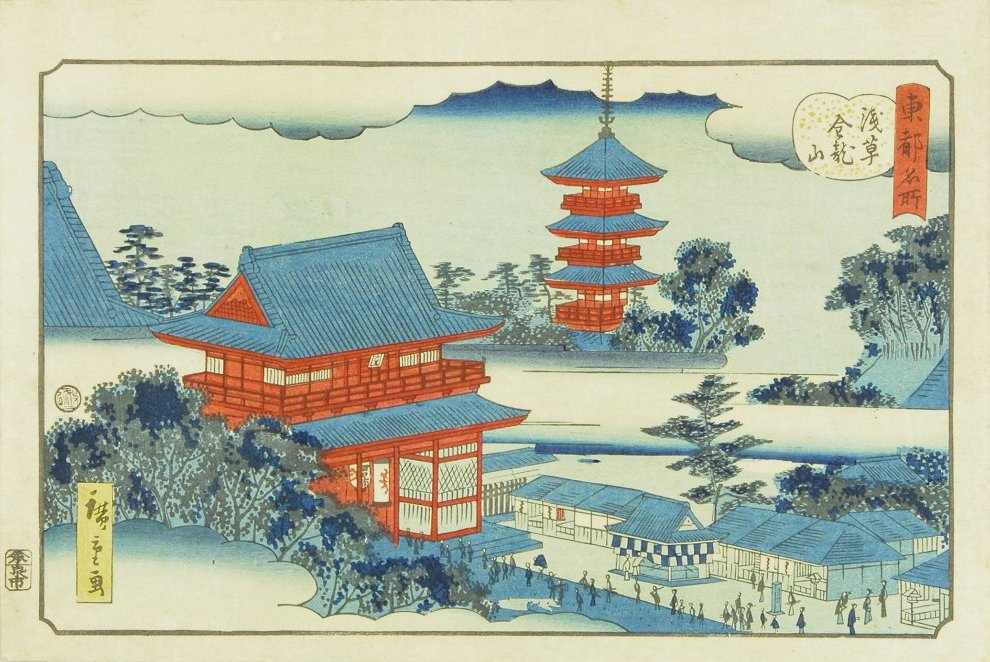
Bản họa Aizuri-e: Đền Kinryuzan ở Asakusa trong loạt tác phẩm Những Thắng Cảnh ở thủ đô phía Đông của Hiroshige II

Kỹ thuật in chữ và hình ảnh nhìn chung tương tự nhau. Vẫn có thể phân biệt rõ chúng qua khối lượng mộc bản được tạo ra khi làm việc với văn bản (gồm nhiều trang cho một tác phẩm) khác với hình ảnh yêu cầu những màu sắc phức tạp. Hình ảnh trong sách hầu như luôn ở dạng đơn sắc (chỉ gồm mực đen), và trong một thời gian, các bản họa nghệ thuật cũng đơn sắc hoặc chỉ được thực hiện với hai hoặc ba màu.
Trước tiên, văn bản hoặc hình ảnh được vẽ trên giấy washi mỏng (giấy Nhật Bản), sau đó được dán úp mặt xuống một tấm gỗ có vân sát nhau, thường là gỗ anh đào. Dầu có thể được sử dụng để làm cho các đường nét của hình ảnh rõ ràng hơn. Từ những đường nét trên giấy các thợ khắc sẽ rạch phác thảo, được thực hiện dọc hai bên của mỗi đường nét hoặc họa tiết. Gỗ sau đó được đục dựa trên các vết rạch này. Khối gỗ được đánh mực bằng một hoặc nhiều cọ. Một công cụ cầm tay gọi là baren có bề mặt phẳng được dùng để áp mực lên giấy, bằng cách ép giấy vào mộc bản đã được in sẵn mực. Một baren truyền thống gồm ba phần, bề mặt dưới lá tre được xoắn lại thành một sợi dây có độ dày khác nhau, các nốt sần trên lá cũng nơi tạo áp lực cho bản in. Sợi dây này được cuốn gọn trong một chiếc đĩa gọi là "ategawa" làm từ nhiều lớp giấy rất mỏng dán lại với nhau. Tất cả được bọc trong một lá tre đã được làm ẩm, hai đầu được buộc lại để tạo ra tay cầm. Các các nhà in hiện đại đã có những điều chỉnh với công cụ này, ngày nay các baren được làm bằng nhôm với các ổ bi để tạo áp lực tốt hơn; đồng thời cũng có những phiên bản làm từ nhựa, ít tốn kém hơn. Mặc dù các bản in thời đầu chỉ đơn giản là một màu, với các màu được bổ sung bằng tay, một phương pháp khắc được phát triển sớm là "kento", dùng để đánh dấu nơi đặt giấy cần in. Tờ washi cần in được đặt vào kento, sau đó dần hạ xuống bản khắc gỗ. Phương pháp này đặc biệt hữu ích với các bản họa đa bắc, yêu cầu màu được áp với độ chính xác cao đồng nhất cùng với các lớp mực trước đó.
Trong văn bản hầu như luôn là đơn sắc, cũng như các minh họa trong sách, sự phát triển và  phổ biến của ukiyo-e đã kéo theo nhu cầu sử dụng nhiều sắc tố hơn cùng với đó là độ phức tạp của kỹ thuật ngày càng tăng. Sự phát triển này có thể phân ra các giai đoạn sau:
- Sumizuri-e (墨摺り絵? "tranh in mực")—in đơn sắc chỉ sử dụng mực đen.
- Benizuri-e (紅摺り絵? "tranh in đỏ tươi")—các chi tiết hoặc điểm nổi bật được thêm mực đỏ bằng tay, sau khi in.
- Tan-e (丹絵?)—màu cam được làm nổi bật bằng cách sử dụng sắc tố đỏ được gọi là tan.
- Aizuri-e (藍摺り絵? "tranh in màu chàm"), Murasaki-e (紫絵? "tranh in màu tím"), cùng các thể loại tương tự, trong đó bản họa hầu như chỉ sử dụng một màu duy nhất.
- Urushi-e (漆絵?)—một phương pháp làm đặc mực bằng keo, tạo nổi cho hình ảnh. Các nhà in thường sử dụng vàng, mica và các chất khác để nâng cao chất lượng cho bản họa. Urushi-e cũng được coi là kỹ thuật tương tự như trong tranh sơn mài.
- Nishiki-e (錦絵? "tranh in thổ cẩm")—một phương pháp sử dụng nhiều mộc bản cho mỗi phần riêng biệt của bản họa, cùng với một màu sắc duy nhất. Khi kết hợp chúng lại có thể tạo thành những hình ảnh phức tạp và chi tiết. Phương pháp khắc đánh dấu kentō (見当) được dùng để đảm bảo tính đồng nhất giữa các mộc bản với nhau.

## Các trường phái và phong trào

"Shōki zu" (Zhong Kui), của Okumura Masanobu, 1741–1751. Ví dụ về định dạng tranh cột, 69,2 x 10,1 cm.

Trong in ấn cũng có những đặc điểm tương tự các môn nghệ thuật khác tại Nhật Bản, các trường phái và phong trào riêng được tạo ra xuyên suốt lịch sử phát triển. Đáng chú ý nhất (xem thêm các trường phái nghệ sĩ ukiyo-e) có thể kể đến là:
- Trường phái Torii, từ 1700
- Trường phái Kaigetsudō, từ 1700–1714
- Trường phái Katsukawa, từ khoảng những năm 1720, nghệ sĩ nổi bật trong đó là Shunsho và Shuntei [7]
- Trường phái Kawamata, từ khoảng năm 1725, gồm các nghệ sĩ như Suzuki Harunobu và Koryusai
- Trường phái Hokusai, từ khoảng năm 1786, gồm các nghệ sĩ như Hokusai, Hokuei và Gakutei
- Trường phái Kitagawa, từ khoảng năm 1794, gồm các nghệ sĩ như Utamaro I, Kikumaro I và II
- Trường phái Utagawa, từ năm 1842, gồm các nghệ sĩ như Kunisada và Hiroshige
- Phong trào Sōsaku-hanga "Sáng tạo bản họa", từ năm 1904
- Phong trào Shin-hanga "Tân bản họa", từ năm 1915, tiêu biểu như Hasui Kawase và Hiroshi Yoshida [8]

Các nghệ sĩ khác, chẳng hạn như Sharaku, Kabukidō Enkyō, Sugakudo và Shibata Zesshin, được coi là nghệ sĩ độc lập, không theo học trường phái nào và có lẽ, không hưởng lợi nhuận từ những nhà xuất bản, vì thường thì những nhà xuất bản ít có xu hướng hợp tác với những nghệ sĩ không chính quy. Tuy nhiên, nhiều tác phẩm trong đó lại chứng minh ngược lại. Các bản họa thời kì đầu của họ đều được coi là nổi tiếng nhất, có giá trị và hiếm nhất, trong thể loại ukiyo-e. Ngoài ra, có thể thấy chúng được in rất tốt, sử dụng mica đắt tiền, mực cao cấp và giấy chất lượng cao nhất, đều là những kỹ thuật tốn kém.

## Kích thước in
Sau đây là các kích thước in phổ biến trong thời kỳ Tokugawa. Kích thước thay đổi tùy theo từng thời kỳ và những kích thước dưới đây là gần đúng; được đưa ra dựa trên kích thước giấy trước khi in và được cắt sau khi in.
| Tên                                              | Dịch                                   | cm (in)                                  | Nguồn  |
| ------------------------------------------------ | -------------------------------------- | ---------------------------------------- | ------ |
| koban (小判 koban)                               | khổ nhỏ khoảng 1⁄4 kích thước của Oban | 19,5 × 13 (7,7 × 5,1)                    |        |
| aiban (合判 aiban)                               | khổ đơn                                | 34 × 22,5 (13,4 × 8,9)                   | [ 9 ]  |
| bai-ōban (倍大判 bai-ōban)                       | khổ đôi                                | 45,7 × 34,5 (18,0 × 13,6)                | [ 10 ] |
| chūban (中判 chūban)                             | khổ trung                              | 26 × 19 (10,2 × 7,5)                     | [ 9 ]  |
| hashira-e (柱絵 hashira-e)                       | tranh cột                              | 73 × 12 (28,7 × 4,7)                     | [ 9 ]  |
| hosoban (細判 hosoban) hoặc hoso-e (細絵 hoso-e) | khổ hẹp                                | 33 × 14,5 (13,0 × 5,7)                   | [ 9 ]  |
| hosoban (細判 hosoban) hoặc hoso-e (細絵 hoso-e) | khổ hẹp                                | 39 × 17 (15,4 × 6,7)                     | [ 9 ]  |
| kakemono-e (掛物絵 kakemono-e)                   | tranh liễn                             | 76,5 × 23 (30,1 × 9,1)                   | [ 9 ]  |
| nagaban (長判 nagaban)                           | khổ dài                                | 50 × 20 (19,7 × 7,9)                     | [ 9 ]  |
| ōban (大判 ōban)                                 | khổ lớn                                | 38 × 25,5 (15,0 × 10,0)                  | [ 9 ]  |
| ōban (大判 ōban)                                 | khổ lớn                                | 58 × 32 (23 × 13)                        | [ 9 ]  |
| ō-tanzaku (大短冊判 ō-tanzaku)                   | khổ thẻ dài lớn                        | 38 × 17 (15,0 × 6,7)                     | [ 9 ]  |
| chū-tanzaku (中短冊判 chū-tanzaku)               | khổ thẻ dài vừa                        | 38 × 13 (15,0 × 5,1)                     | [ 9 ]  |
| surimono (刷物 surimono)                         | vật in                                 | 35 × 20 (13,8 × 7,9)                     | [ 9 ]  |
| surimono (刷物 surimono)                         | vật in                                 | 12 × 9 (4,7 × 3,5) – 19 × 13 (7,5 × 5,1) | [ 9 ]  |

Các thuật ngữ tiếng Nhật cho định dạng tranh dọc (chân dung) và ngang (phong cảnh) là tate-e (立て絵) và yoko-e (横絵).